# Lykiarch
Der Lykiarch (altgriechisch λυκιάρχης, wörtlich „Herrscher von Lykien“) übte eine herausgehobene Funktion im Lykischen Bund aus. Als leitender Beamter ist er schon in hellenistischer Zeit belegt. Für die römische Kaiserzeit ist das Verhältnis zwischen dem Lykiarchen und dem lykischen Bundespriester im Kaiserkult (altgriechisch ἀρχιερεύς [τῶν Σεβαστῶν], archiereus ton Sebaston) in der Forschung lange Zeit umstritten gewesen.
Im hellenistischen Lykischen Bund ist der Lykiarch in der bei Strabon überlieferten Verfassung als Amtsträger belegt, der bei der Bundesversammlung als erster vor anderen Offiziellen des Bundes gewählt wurde. Einige griechische Inschriften aus Lykien nennen als weitere Amtsträger im hellenistischen Lykischen Bund den Strategen, Nauarchen und Hipparchen. Diese militärischen Posten wurden spätestens mit der Einrichtung der römischen Provinz Lycia obsolet, der Lykiarch durch den Bundespriester im Kaiserkult ersetzt.
In der Kaiserzeit muss der Titel des Lykiarchen zusammen mit ähnlichen Bezeichnungen anderer Bundesorganisationen (Koinon) wie dem Asiarchen, Bithyniarchen oder Galatarchen gesehen werden. Im kaiserzeitlichen Lykien findet sich der Titel Lykiarch erst wieder in griechischen Inschriften ab dem 2. Jahrhundert n. Chr. belegt, während der Archiereus als offizielle Bezeichnung des amtierenden Bundespriesters ab dem 1. Jahrhundert n. Chr. begegnet. Die späteren kaiserzeitlichen Inschriften aus Lykien zeigen, dass ehemalige Bundespriester oft als Lykiarchen bezeichnet wurden. Babett Edelmann-Singer schließt mit Blick auf derartige ,Koinarchen‘-Titel auf ein verändertes Selbstverständnis der provinzialen Gesellschaften, indem sie auf vorkaiserzeitliche Ideen zurückgriffen. Im Unterschied zu anderen Koina datierte man im kaiserzeitlichen Lykien offizielle Dokumente nach dem lykischen Bundespriester, dessen Amt Annuität besessen haben muss.